# LHCb
LHCb (acronimo di Large Hadron Collider beauty) è un esperimento dell'acceleratore LHC del CERN che ha lo scopo di misurare i parametri della violazione della simmetria CP (parità e coniugazione di carica) e i decadimenti e fenomeni rari relativi agli adroni in cui è presente il quark beauty (quark b), da cui il nome dell'esperimento.

## Motivazioni fisiche

Logo di LHCb, si nota la sigla CP barrata simbolo della violazione di CP

Sebbene gli studi sulla fisica dei sapori pesanti effettuati in passati esperimenti (per esempio BaBar, Belle, CDF e DØ), siano ampiamente compatibili con il meccanismo CKM e quindi con il Modello Standard, altri fenomeni rivelano la possibile presenza di fisica non spiegabile da questo modello.
In particolare la violazione della simmetria CP misurata nell'ambito dei decadimenti dei mesoni K e B, non sarebbe sufficiente a generare l'asimmetria tra materia e antimateria presente attualmente nell'universo. Nuove sorgenti di violazione di questa simmetria sarebbero quindi richieste e potrebbero avere spiegazione tramite nuovi modelli (Es. Supersimmetria). Questi nuovi modelli prevedono inoltre un aumento della probabilità di decadimento per decadimenti rari o completamente proibiti all'interno del Modello Standard.
L'esperimento LHCb si propone di studiare in dettaglio la fisica degli adroni con quark  {\displaystyle \mathrm {b} }, ma ha esteso il suo programma anche alla fisica degli adroni con quark  {\displaystyle \mathrm {c} } ed  {\displaystyle \mathrm {s} }, oltre che compiere studi nell'ambito dell'interazione elettrodebole e, recentemente, anche nell'ambito delle 
interazioni tra protoni e ioni pesanti.

## Il rivelatore LHCb
L'esperimento LHCb studia le collisioni di protoni prodotte dall'acceleratore LHC ad energie tra i 7 e i 13 TeV (fino ai 14 TeV nel futuro). In queste condizioni la sezione d'urto per la produzione di coppie di quark {\displaystyle \mathrm {b{\bar {b}}} } è dell'ordine delle centinaia di microbarn (precisamente 295 e 560 μb). 
Presso LHCb la luminosità dei due fasci di protoni è mantenuta a livelli più bassi rispetto agli esperimenti ATLAS e CMS, poiché si preferiscono eventi con una sola interazione protone-protone per evento, più facilmente analizzabili. La minore occupanza del rivelatore diminuisce anche i danni da radiazione. In queste condizioni vengono prodotte circa {\displaystyle 10^{12}} coppie di {\displaystyle \mathrm {b{\bar {b}}} } per anno.
Il rivelatore dell'esperimento LHCb è uno spettrometro a singolo braccio posto in avanti rispetto alla zona di interazione con una copertura angolare da 10 mrad a 300 (250) mrad nel piano orizzontale (verticale).
Questa scelta è stata effettuata perché gli adroni con b e con anti-b, alle energie suddette, vengono prodotti principalmente nella stessa regione in avanti o indietro rispetto alla zona di interazione.
La regione simmetrica rispetto all'esperimento LHCb, indietro rispetto al punto di interazione,
non è stata sfruttata per mancanza di spazio e di opportunità scientifica. La collaborazione decise infatti, anche per ragioni economiche,
di non allargare la galleria preesistente, già occupata dall'esperimento DELPHI, presso il precedente acceleratore LEP.

### Requisiti
Considerando che LHCb deve rivelare decadimenti rari dei mesoni B in un ambiente con alto fondo e alti rate le caratteristiche principali del sistema di rivelazione devono essere le seguenti:
- deve essere possibile determinare con precisione micrometrica la posizione dei vertici primari d'interazione protone-protone e la posizione dei vertici secondari di decadimenti dei mesoni B, al fine di misurare con precisione adeguata il tempo proprio di decadimento. La risoluzione temporale deve essere elevata, dell'ordina di decine di femtosecondi, specialmente per poter risolvere l'oscillazione del mesone {\displaystyle B_{s}} e, in generale, le asimmetrie dipendenti dal tempo. Inoltre una buona risoluzione sui vertici è importante perché la presenza di un vertice secondario distante dal vertice primario è la firma distintiva di un decadimento di un adrone con b;
- LHCb deve essere dotato di un sistema d'identificazione delle particelle, efficiente e selettivo. In particolare è necessario distinguere i leptoni ({\displaystyle e}/{\displaystyle \mu }) per il trigger e per il B-tagging, ma soprattutto discriminare {\displaystyle \pi }/{\displaystyle K} su di un'ampia regione d'impulso, variabile tra alcuni GeV e 100 GeV. LHCb deve essere dotato anche di un sistema di identificazione delle particelle neutre, dei leptoni e degli adroni, da usare sia per le esigenze di trigger, sia nella ricostruzione offline degli eventi acquisiti;
- la risoluzione in massa invariante deve essere tale da consentire di rigettare efficacemente il fondo combinatorio dovuta alla combinazione casuale delle tracce. È necessario pertanto misurare con alta precisione l'impulso delle particelle;
- LHCb deve essere inoltre dotato di un sistema di trigger veloce ed efficiente, organizzato in più livelli, applicati in cascata, da utilizzare per selezionare gli eventi in cui abbia avuto luogo una produzione di mesoni B e rigettare il fondo costituito da eventi con produzione di quark leggeri o quark charm. Questo è realizzato selezionando particelle con alto impulso trasverso e vertici di decadimento secondari lontani dal vertice primario.

### Sottorivelatori
Il rivelatore di vertici (VELO - vertex locator) è costruito attorno alla regione di interazione tra i protoni. È usato per determinare le traiettorie delle particelle vicine al punto di interazione per individuare con precisione il punto di interazione dei due protoni (vertice primario) e quelli di decadimento dei mesoni (vertici secondari).
Il sistema principale di tracciamento è costituito da due piani di rivelatori traccianti posti prima di un magnete dipolare, e tre piani posti dopo questo. 
Questi garantiscono una misura della traiettoria delle particelle cariche e del loro impulso grazie alla curvatura impressa dal campo magnetico.
Prima e dopo il sistema di tracciamento si trovano due rivelatori ad effetto cherenkov detti RICH1 e RICH2, dove RICH sta per Ring imaging Cherenkov detector. 
Questi sono sfruttati per l'identificazione di particelle cariche con basso e alto impulso tramite la misura della loro velocità per mezzo dell'effetto suddetto.
I calorimetri elettromagnetici (ECAL) e adronici (HCAL) forniscono la misura dell'energia degli elettroni, fotoni e degli adroni. Queste misure sono usate anche come trigger per identificare particelle con alta energia trasversa (rispetto alla direzione dei fasci).
Come ultimo rivelatore (rispetto al punto di interazione) è il sistema per la rivelazione di muoni, 
composto da piani di rivelatori traccianti intervallati da muri di ferro per filtrare ogni altro tipo di particella. 

### Magnete
Per misurare l'impulso delle particelle è utilizzato un magnete "caldo" (non superconduttore). La geometria del magnete è determinata dall'accettanza del rivelatore. È formato da due avvolgimenti a forma di cono, simmetrici, costituiti da conduttori d'alluminio. L'intensità massima del campo d'induzione magnetica è di circa 1 tesla, la direzione è quella verticale. Il magnete è stato progettato in modo che il campo magnetico fosse il più alto possibile tra il VELO e le stazioni di tracciamento e meno di 2 mT nella regione di RICH.
Alle particelle che attraversano il campo magnetico per 10 metri corrisponde in media un campo magnetico integrato del valore di {\displaystyle \int {\vec {B}}\cdot d{\vec {l}}=4\,\mathrm {Tm} }.
Il campo magnetico può essere facilmente invertito grazie alla sua natura non superconduttiva.

## Principali risultati scientifici
La collaborazione LHCb ha sinora pubblicato circa 500 articoli scientifici su riviste internazionali.

. 
Tra questi più di quaranta son sulla prestigiosa rivista Physical Review Letters.

### Scoperta del decadimentoBs0→μ+μ−{\displaystyle B_{s}^{0}\to \mu ^{+}\mu ^{-}}
Uno tra i risultati principali è stata la scoperta del decadimento {\displaystyle B_{s}^{0}\to \mu ^{+}\mu ^{-}}: 
questo è un decadimento molto raro nel Modello Standard, con una probabilità prevista dell'ordine di 3 volte ogni miliardo di decadimenti. 
In diverse teorie oltre il Modello Standard la probabilità di questo decadimento può essere modificata anche di diversi ordini di grandezza. 
Per questo motivo questo decadimento era stato cercato per trent'anni in vari esperimenti prima di LHCb. 
La prima evidenza di questo processo si è avuta analizzando i dati del 2011 e 2012, per poi arrivare ad una osservazione in collaborazione con l'esperimento CMS

pubblicata sulla rivista Nature. 
La probabilità di questo decadimento è stata sinora misurata essere in grande accordo con il Modello Standard, ponendo così limiti stringenti sulle possibili teorie oltre questo.
Questo risultato è stato considerato dall'allora direttore del CERN, Rolf Heuer,  tra i più importanti ottenuti al LHC.

### Scoperta del pentaquark
Il pentaquark è un barione composto da cinque quark (in particolare da quattro quark  e un anti-quark). Questo tipo di particella composta 
era stata proposta già da Gell-Mann nell'articolo originale che proponeva il modello a quark per spiegare gli adroni. 
Tuttavia fino al 2015 questo tipo di particelle non era stato scoperto sperimentalmente. 
L'esperimento LHCb ha scoperto per la prima volta queste particelle analizzando i dati di alcuni decadimenti e trovando delle risonanze
nelle combinazioni di un protone e un mesone J/ψ (composto da un quark charm e un anti-charm)
.
Questo risultato è stato riportato su tantissimi giornali sia generalisti sia di divulgazione scientifica .
Successivamente LHCb ha individuato nello stato trovato più stati eccitati ravvicinati. 
L'articolo che presenta questa scoperta è il più citato tra quelli scaturiti dall'esperimento LHCb, nonostante i pentaquark non fossero contemplati nel programma di ricerca originale.

### Scoperta della violazione della simmetria di Carica-Parità nei mesoni D
La violazione della simmetria di Carica-Parità è stata osservata inizialmente nei mesoni K e successivamente nei mesoni {\displaystyle B^{0}} e  {\displaystyle B_{s}^{0}}, 
tuttavia non era mai ancora stata osservata nei mesoni {\displaystyle D}, composti di un quark charm e un quark più leggero. 
Per via del meccanismo GIM, nel Modello Standard questa violazione è molto più piccola delle precedenti. 
Nel 2019 tuttavia questa è stata osservata dall'esperimento LHCb nei decadimenti del  {\displaystyle D^{0}} 
tramite la misura della differenza di questa asimmetria  nei decadimenti {\displaystyle D^{0}\to K^{+}K^{-}} e {\displaystyle D^{0}\to \pi ^{+}\pi ^{-}}. Allo stato attuale questa misura è compatibile con le predizioni del Modello Standard.

## Istituti partecipanti
La collaborazione LHCb conta attualmente circa 1340 membri provenienti da 80 istituti in 18 nazioni diverse.

### Algeria
- Laboratory of Mathematical and Subatomic Physics, Costantina, Algeria

### Brasile
- Centro Brasileiro de Pesquisas Físicas (CBPF), Rio de Janeiro
- Universidade Federal do Rio de Janeiro (UFRJ), Rio de Janeiro
- Pontifı́cia Universidade Católica do Rio de Janeiro (PUC-Rio), Rio de Janeiro

### Cina
- Center for High Energy Physics, Tsinghua University, Beijing
- School of Physics State Key Laboratory of Nuclear Physics and Technology, Peking University, Beijing
- University of Chinese Academy of Sciences, Beijing
- Institute of High Energy Physics (IHEP), Beijing
- South China Normal University, Guangzhou
- School of Physics and Technology, Wuhan University, Wuhan
- Institute of Particle Physics, Central China Normal University, Wuhan
- Tsinghua University, Center for High Energy Physics, Beijing

### Colombia
- Departamento de Fisica, Universidad Nacional de Colombia, Bogotà

### Francia
- Université Grenoble Alpes, Université Savoie Mont Blanc, Institut National de Physique Nucléaire et de Physique des Particules (IN2P3):lapp-Laboratoire d'Annecy-le-Vieux de Physique des Particules Annecy-le-Vieux
- Université Clermont Auvergne, CNRS/IN2P3, LPC, Clermont-Ferrand
- Université d'Aix-Marseille II, Marsiglia
- Université de Paris-Sud (Paris XI): Laboratoire de l'Accélérateur Linéaire (LAL), Orsay
- Sorbonne Université, Paris Diderot Sorbonne Paris Cité, Laboratoire de Physique Nucléaire et de Hautes Energies (LPNHE), Parigi

### Germania
- I. Physikalisches Institut, RWTH Aachen University, Aachen
- Universität Dortmund: Fachbereich Physik, Dortmund
- Max-Planck-Institut für Kernphysik (MPI), Heidelberg
- Ruprecht-Karls-Universität Heidelberg: Physikalisches Institut, Heidelberg
- Institut für Physik, Universität Rostock, Rostock

### Irlanda
- Univ. College, Dept. Exptl. Phys. (UCD), Dublino

### Italia (89)
- Università e INFN di Bari
- Università e INFN di Bologna
- Università degli Studi di Cagliari e INFN Sezione di Cagliari, Cagliari
- Università, INFN, Sezione di Ferrara, Ferrara
- Università e INFN, Firenze
- Istituto Nazionale di Fisica Nucleare (INFN): Laboratori Nazionali di Frascati (LNF), Frascati
- Università e INFN, Genova
- Università degli Studi di Milano-Bicocca, Università degli Studi di Milano Statale e INFN Sezione di Milano, Milano
- INFN Sezione di Padova, Padova
- INFN Sezione di Pisa, Pisa
- Università degli Studi di Roma Tor Vergata, Roma
- La Sapienza Università di Roma e INFN Sezione di Roma, Roma

### Paesi Bassi
- NIKHEF Amsterdam
- Vrije Universiteit (VU) Amsterdam
- Van Swinderen Institute, University of Groningen, Groninga

### Polonia
- Henryk Niewodniczanski Institute of Nuclear Physics, Polish Academy of Sciences, Cracovia
- Akademia Górniczo-Hutnicza University of Science and Technology: Fac. of Phys. & Applied Comp. Sci. Cracovia
- The Andrzej Soltan Institute for Nuclear Studies, Varsavia

### Romania
- Horia Hulubei National Institute of Physics and Nuclear Engineering, Bucarest-Măgurele

### Russia
- Petersburg Nuclear Physics Institute (PNPI), Gatčina
- ITEP Institute for Theoretical and Experimental Physics (ITEP), Mosca
- Lomonosov Moscow State University, Mosca
- National Research Centre Kurchatov Institute, Mosca
- Russian Academy of Sciences: Institute for Nuclear Research (INR), Mosca
- Yandex School of Data Analysis, Mosca
- National University of Science and Technology “MISIS”, Mosca
- Budker Institute of Nuclear Physics (BINP), Novosibirsk
- Institute for High Energy Physics, Russian Federation State Research Centre (IHEP), Protvino (16)
- National Research Tomsk Polytechnic University, Tomsk

### Slovenia
- Jozef Stefan Institute, Lubiana

### Spagna
- Universitat de Barcelona, Barcellona
- Universidade de Santiago de Compostela, Santiago di Compostela
- Instituto de Fisica Corpuscular, Centro Mixto Universidad de Valencia, Valencia

### Svizzera (103)
- Conseil Européen pour la Recherche Nucléaire (CERN), Ginevra
- Ecole Polytechnique Fédérale de Lausanne (EPFL): Laboratoire de Physique des Hautes Énergies (LPHE-IPEP), Losanna
- Universitaet Zuerich, Zurigo

### Ucraina
- National Academy of Sciences of Ukraine (NASU): Kharkiv Institute of Physics and Technology (KIPT), Charkiv
- National Academy of Sciences of Ukraine NAS, Kiev

### Regno Unito
- University of Birmingham, Birmingham
- University of Bristol: H. H. Wills Physics Laboratory, Bristol
- University of Cambridge, Cambridge
- University of Warwick, Coventry
- STFC - Science and Technology Facilities Council: Rutherford Appleton Laboratory, Didcot
- University of Edinburgh, Edimburgo
- University of Glasgow, Glasgow
- University of Liverpool, Liverpool
- Imperial College, Londra
- University of Manchester: Department of Physics and Astronomy, Schuster Laboratory, Manchester
- University of Oxford, Oxford

### Stati Uniti d'America
- University of Michigan, Ann Arbor
- Massachusetts Institute of Technology (MIT), Cambridge
- University of Cincinnati, Cincinnati, OH, United States
- University of Maryland, College Park,
- Los Alamos National Laboratory (LANL), Los Alamos
- Syracuse University, Syracuse